# Seznam znanstvenic
Seznam najpomembnejših znanstvenic.

## A
- Abella (14. stoletje), italijanska zdravnica
- Agameda (12. stoletje pr. n. št.), antična zdravilka
- Aglaonika (2. stoletje pr. n. št.), antična grška astronomka
- Maria Gaetana Agnesi (1718-1799), italijanska matematičarka
- Agnodika (4. stoletje pr. n. št.), antična atenska zdravnica - prva zdravnica, ki je legalno zdravila v Atenah
- Anna Akerhjelm (1647-1693), švedska arheologinja
- Mary Anning (1799-1847), britanska paleontologinja
- Hannah Arendt (1906 - 1975) nemška filozofinja
- Maria Ardinghelli (1728-1825), italijanska matematičarka in fizičarka
- Areta iz Kirene (4. stoletje pr. n. št.), antična filozofinja iz Severne Afrike
- Anna Atkins (1799-1871), britanska botaničarka
- Aspazija iz Mileta (4. stoletje pr. n. št.), antična filozofinja in znanstvenica

## B
- Giuseppa Eleonora Barbapiccola (18. stoletje), italijanska prirodoslovka
- Florence Bascom (1862-1945), ameriška geologinja
- Laura Bassi (1711-1778), italijanska matematičarka in fizičarka
- Françoise Barré-Sinoussi (*1947), francoska zdravnica - Nobelova nagrada za medicino 2008
- Aphra Behn (ok. 1640-1689), britanska astronomka
- Ruth Benedict (1887-1948), ameriška anthropologinja
- Martine de Bertereau (v. 1590 - v. 1642), francoska mineraloginja
- Elizabeth Blackwell (1821-1910), britansko-ameriška zdravnica - prva zdravnica v ZDA
- Mary Adela Blagg (1858-1944), britanska astronomka
- Dorotea Bocchi (14. in 15. stoletje), italijanska zdravnica in profesorica medicine
- Celia Grillo Borromeo (1684-1777), italijanska prirodoslovka
- Sophia Brahé (1556-1643), danska astronomka in kemičarka
- Madeleine Brès (1842-1922), francoska zdravnica - prva francozinja doktorica medicine
- Elizabeth Brown (?-1899),  britanska astronomka
- Margaret Bryan (ok. 1760-1915), britanska prirodoslovka
- Linda B. Buck (1947-), ameriška molekularna biologinja - Nobelova nagrada za medicino 2004
- Mary Morland Buckland (?-1857), britanska prirodoslovka

## C
- Mary Whiton Calkins (1863-1930), ameriška psihologinja
- Annie Jump Cannon (1863-1941), ameriška astronomka
- Margaret Cavendish (1623-1673), britanska prirodoslovka
- Agnes Mary Clerke (1842-1907), britanska astronomka
- Dorothy Crowfoot Hodgkin (1910-1994), britanska kemičarka - Nobelova nagrada za kemijo 1964
- Maria Cunitz (1610-1664), nemška astronomka
- Émilie du Châtelet (1706-1749), francoska matematičarka in fizičarka
- Jane Colden (1724-1766), ameriška botaničarka
- Gerty Theresa Cori (1896-1957), češko-ameriška biokemičarka - Nobelova nagrada za medicino in fiziologijo 1947
- Marie Curie (1867-1934), poljsko-francoska kemičarka in fizičarka - dvojna Nobelova nagrada

## D
- Amalie Dietrich (1821-1891), nemška raziskovalka
- Maria Dalle Donne (1778-1842), italijanska zdravnica
- Mary Anna Palmer Draper (1839-1914), ameriška astronomka
- Jeanne Dumée (17. stoletje), francoska  astronomka

## E
- Blanche Edwards-Pilliet (1858-1941), francoska zdravnica
- Eva Ekeblad (1724-1786), švedska agronomka
- Gertrude Belle Elion (1918-1999), ameriška biokemičarka, Nobelova nagrada za medicino in fiziologijo 1988)
- Enheduanna (ok. 2285-2250 pr. n. št.), sumerska astronomka
- Dorothea Leporin Erxleben (1715-1762), nemška zdravnica

## F
- Jacobina Felice (14. stoletje), italijanska zdravnica
- Alice Cunningham Fletcher (1838-1923), ameriška etnologinja
- Williamina Fleming (1857-1911), škotsko-ameriška astronomka
- Dian Fossey (1932-1985), ameriška primatologinja
- Lydia Folger Fowler (1822-1879), ameriška zdravnica
- Rosalind Franklin (1920-1957), britanska kemičarka in kristalografinja
- Elizabeth Fulhame (18. in 19. stoletje), britanska kemičarka

## G
- Beatrix Galindo (1473-1535), španska filozofinja
- Margaret Scott Gatty (1809-1873), britanska botaničarka
- Sophie Germain (1776-1831), francoska matematičarka
- Alessandra Giliani (1307-1326), italijanska anatominja
- Kate Gleason (1865-1933), ameriška inženirka
- Maria Goeppert-Mayer (1906-1976), nemška fizičarka - Nobelova nagrada za fiziko 1963
- Catherine Littlefield Greene (1755-1814), ameriška izumiteljica
- Eliza Standerwick Gregory (1840-1932), britanska botaničarka

## H
- Erna Hamburger (1911-1988), švicarska fizičarka - prva profesorica na švicarski politehnični šoli
- Caroline Herschel (1750-1848), nemško-britanska astronomka
- Elisabeth Hevelius (1647-1693), poljska astronomka
- Hildegarda iz Bingna (1099-1179), nemška učenjakinja
- Margaret Lindsay Huggins (1848-1915), irska astronomka
- Ida Henrietta Hyde (1857-1945), ameriška biologinja
- Hipatija (370-415), antična matematičarka in astronomka

## M
- Mary Paley Marshall (1850 – 1944), angleška ekonomistka